# Tony Oller
Anthony Michael "Tony" Oller, född 25 februari 1991 i Springfield, Illinois, är en amerikansk skådespelare, sångare och låtskrivare. Han är tillsammans med Malcolm Kelley medlem i musikgruppen MKTO.

## Filmografi
Film
- 2006 – I Flunked Sunday School
- 2011 – Beneath the
- 2013 – The Purge
- 2018 – The First Purge

Television
- 2007–2009 – As the Bell Rings
- 2010–2011 – Gigantic
- 2010 – Unanswered Prayers
- 2011 – Field of Vision
- 2011 – CSI: NY (episoden "Crossroads")
- 2014 – The Thundermans

## Diskografi
Solosinglar
- 2007 – "Shadow" (med Demi Lovato)
- 2008 – "Could You Be the One"
- 2008 – "Here I Go"
- 2008 – "All You Gotta Do"
- 2009 – "All I Need"
- 2009 – "Live Without You" (med Naomi Jo Biggin)